# Communal de Curzon
Le communal de Curzon est un ensemble de parcelles appartenant à la municipalité de Curzon situé dans le département de la Vendée et la région des Pays-de-la-Loire. 
À cheval entre les communes de Curzon et de Lairoux, de part et d’autre du Lay, le communal est la plus grande des réserves municipales du Marais poitevin occidental avec près de 300 hectares de superficie.

## Description

### Origines
Cet espace de pâture de troupeaux en commun remonte au XIIe siècle.
Les premiers prés et marais salants ont été exploités à Curzon par les moines de l’abbaye de Saint-Michel-en-l’Herm.

### Site
Du point de vue paysager, le communal est une des parties des marais des méandres du Lay, dans la partie occidentale du Marais poitevin. Il s’étend sur une superficie de 294 hectares, avec une altitude variant de 2 à 5 mètres.
Correspondant à un marais mouillé, il est soumis aux crues du fleuve faisant du territoire un ensemble de prairies naturelles humides. Sur la rive gauche du Lay, le communal dépend du cours principal du fleuve tandis que la rive droite est davantage assujettie à la rivière de Saint-Benoist.
De part et d’autre du Lay, des canaux et fossés structurent le communal (canal du Fossé-Neuf, des Deux-Ponts, etc.). On note la présence de plusieurs mares (en parler local, les « abrous ») permettant aux bêtes de s’abreuver.

### Fréquentation
La fréquentation du site au public non professionnel, tolérée dans la partie du communal située sur la rive droite, est prohibée sur le pont Désiré (arrêté municipal du 27 avril 2015), la passerelle franchissant le Lay et reliant à la partie lairousienne du communal (rive gauche).
Un observatoire a été implanté sur la commune de Lairoux, à proximité de la Mignonne, face au Fossé-Neuf.

## Gestion

### Administration
Le communal est un ensemble de parcelles gérées par la municipalité de Curzon.

### Eau
Pour la gestion de l’eau, le marais communal est compris dans le périmètre de l’association syndicale autorisée des Grands Marais de la Claye. Dans le communal, plusieurs ouvrages hydrauliques permettent de réguler l’écoulement des eaux : les portes du Payré et de la Faucheraie, les échelles de la Baisse-de-Malcorme et de la Vanne-du-Fossé-Neuf ainsi que la petite vanne du Payré.

## Usages
Le principal usage du marais communal est l’activité pastorale, du mois d’avril à décembre. Le bétail, qui se constitue essentiellement de bovins et de chevaux, évolue en fonction de la saison et de la présence d’herbages. Il est qualifié de communal pâturé selon le mode de jouissance collectif.
La chasse au gibier d’eau est le deuxième usage.
Enfin, en période hivernale, le communal est un habitat temporaire dans le cadre de la migration des oiseaux, et présente, à ce titre, un « intérêt environemmental »,.

## Conservation

### Protection
Les communaux de Lairoux et de Curzon sont classés comme zone naturelle d’intérêt écologique, faunistique et floristique (ZNIEFF), en tant que « communaux de Curzon-Lairoux et leurs abords ». Ils présentent des intérêts botaniques, ornithologiques et ichtyologiques.
Le territoire du communal appartient également à la ZNIEFF « complexe écologique du Marais poitevin, des zones humides littorales voisines, vallées et coteaux attenants ».

### Valorisation
En 1989, la commune s’est lancée dans une valorisation agroenvironnementale du marais communal, appuyée par des associations environnementales (la Ligue pour la protection des oiseaux et le Fonds mondial pour la nature) et le parc naturel régional dans le cadre de conventions de gestion,,.
En juillet 2004, en plus des acteurs historiques (parc interrégional et associations), plusieurs partenaires (Union européenne, agence de l’eau Loire-Bretagne, régions des Pays-de-la-Loire et de Poitou-Charentes, départements de la Charente-Maritime, des Deux-Sèvres et de la Vendée) lancent « Life Marais poitevin », un programme destiné à la mise en valeur du lieu.

## Galerie

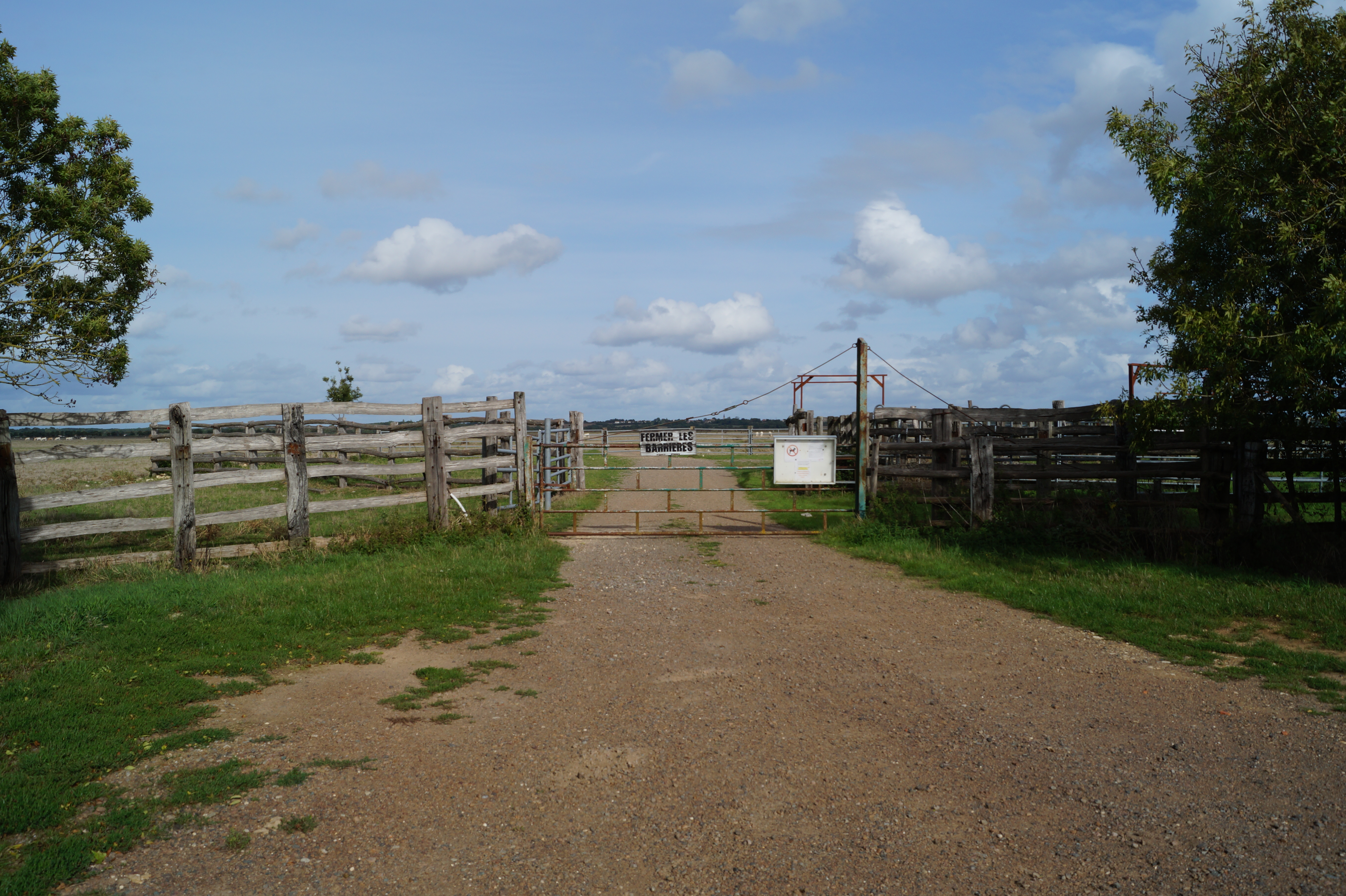
L’entrée principale du communal.
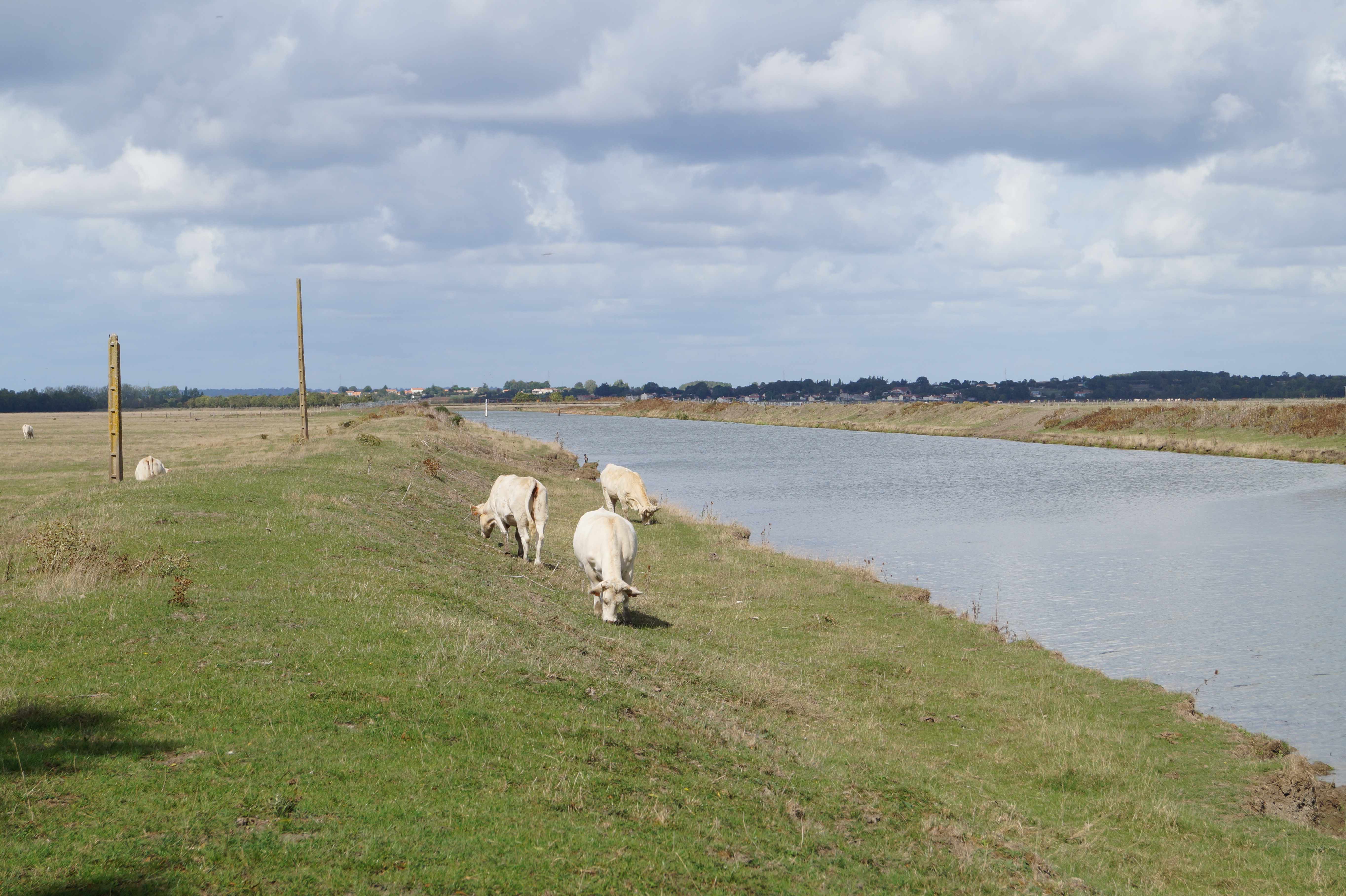
Des Charolaises pâturant dans le communal.
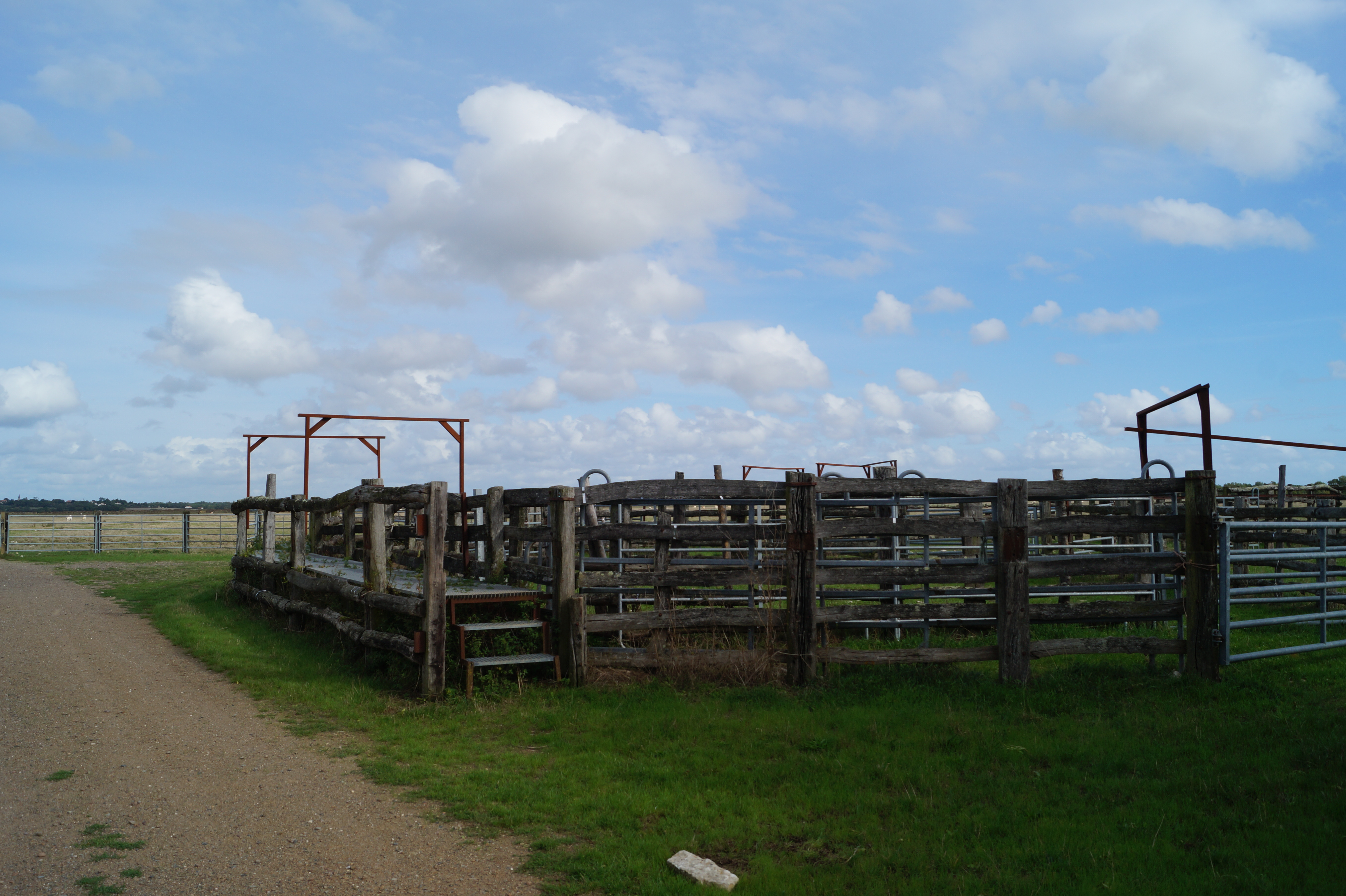
Les corrals de contention à l’entrée principale.
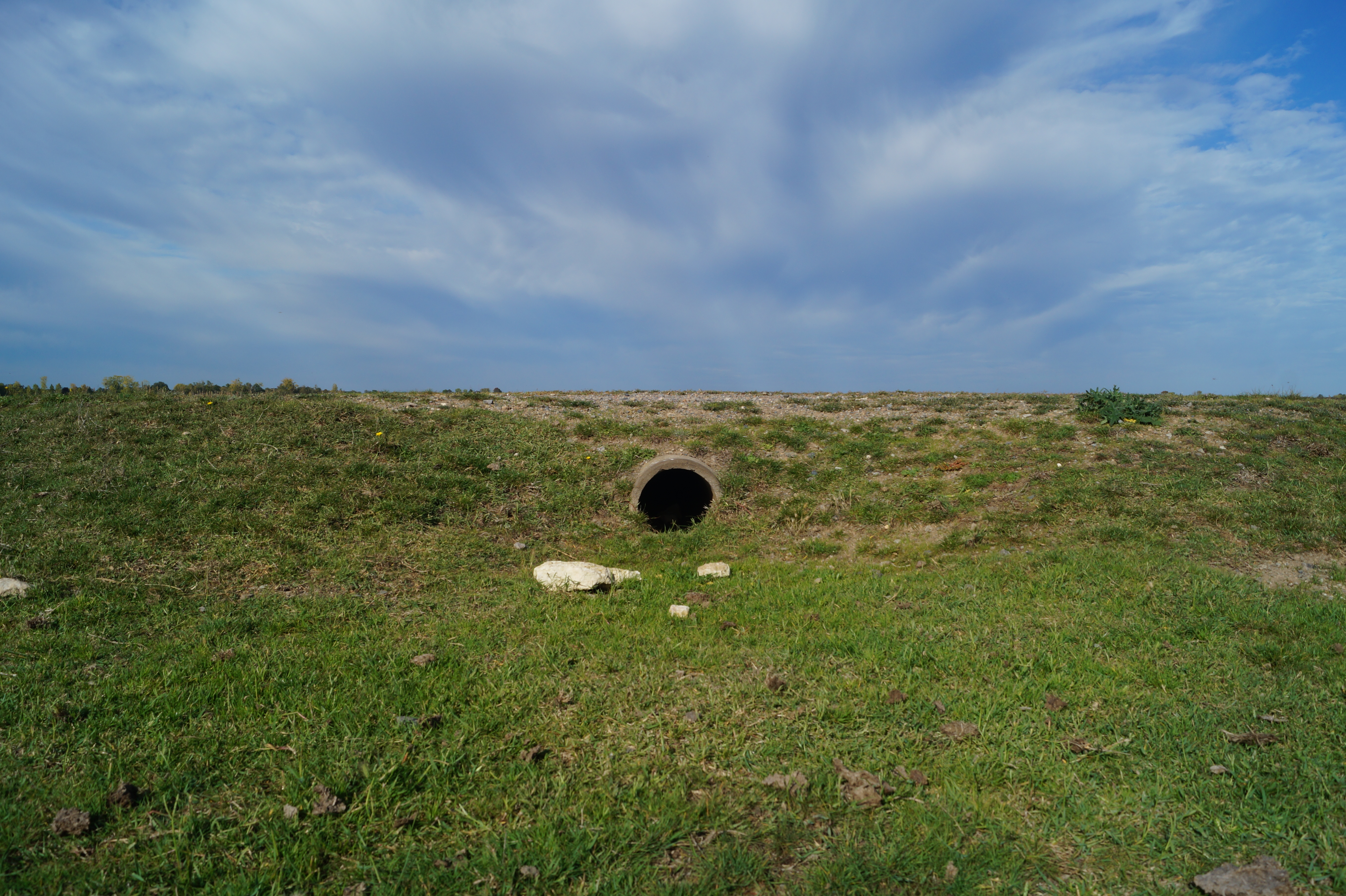
Un tuyau en béton permettant le drainage.
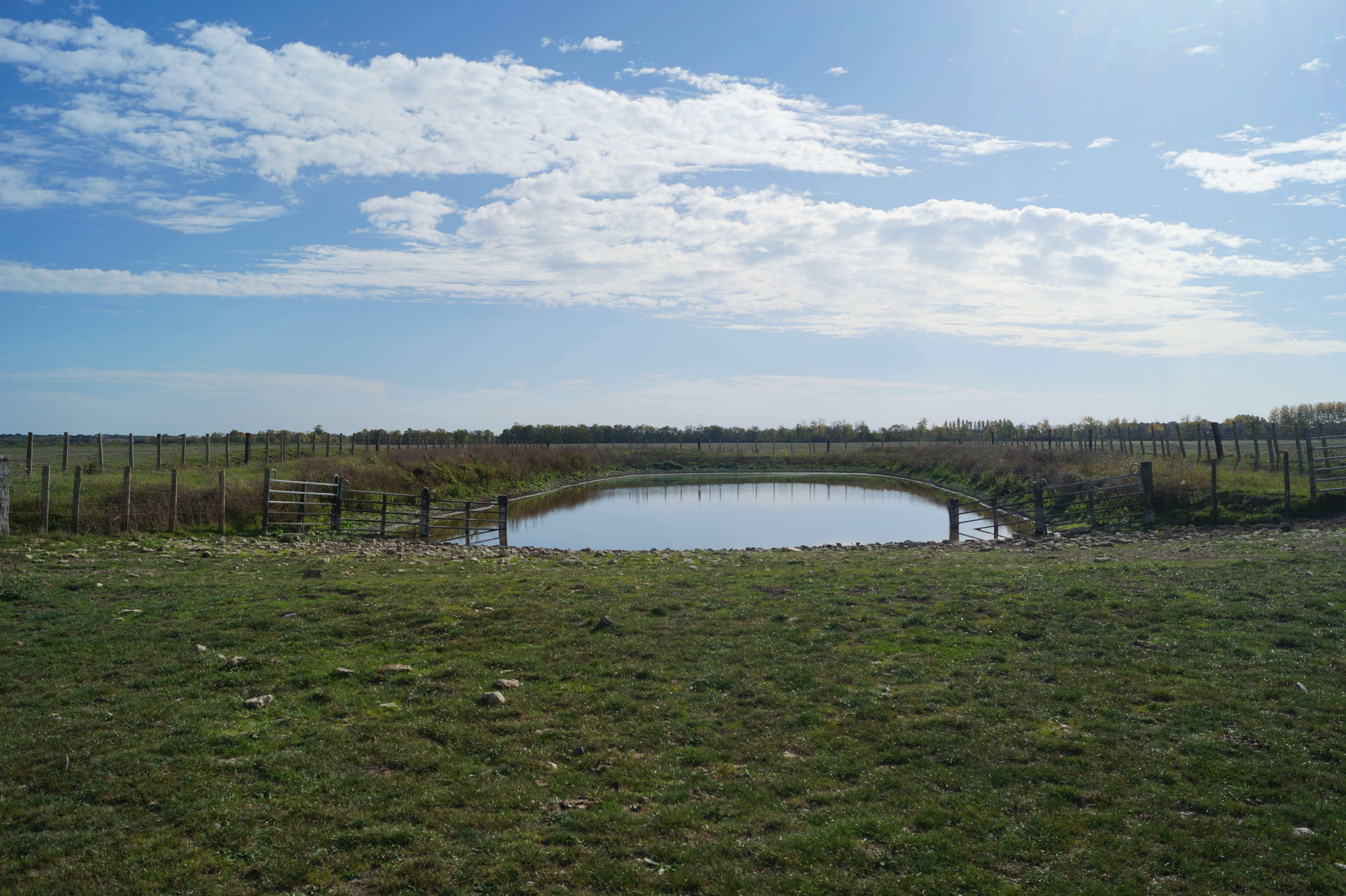
Un abrou.
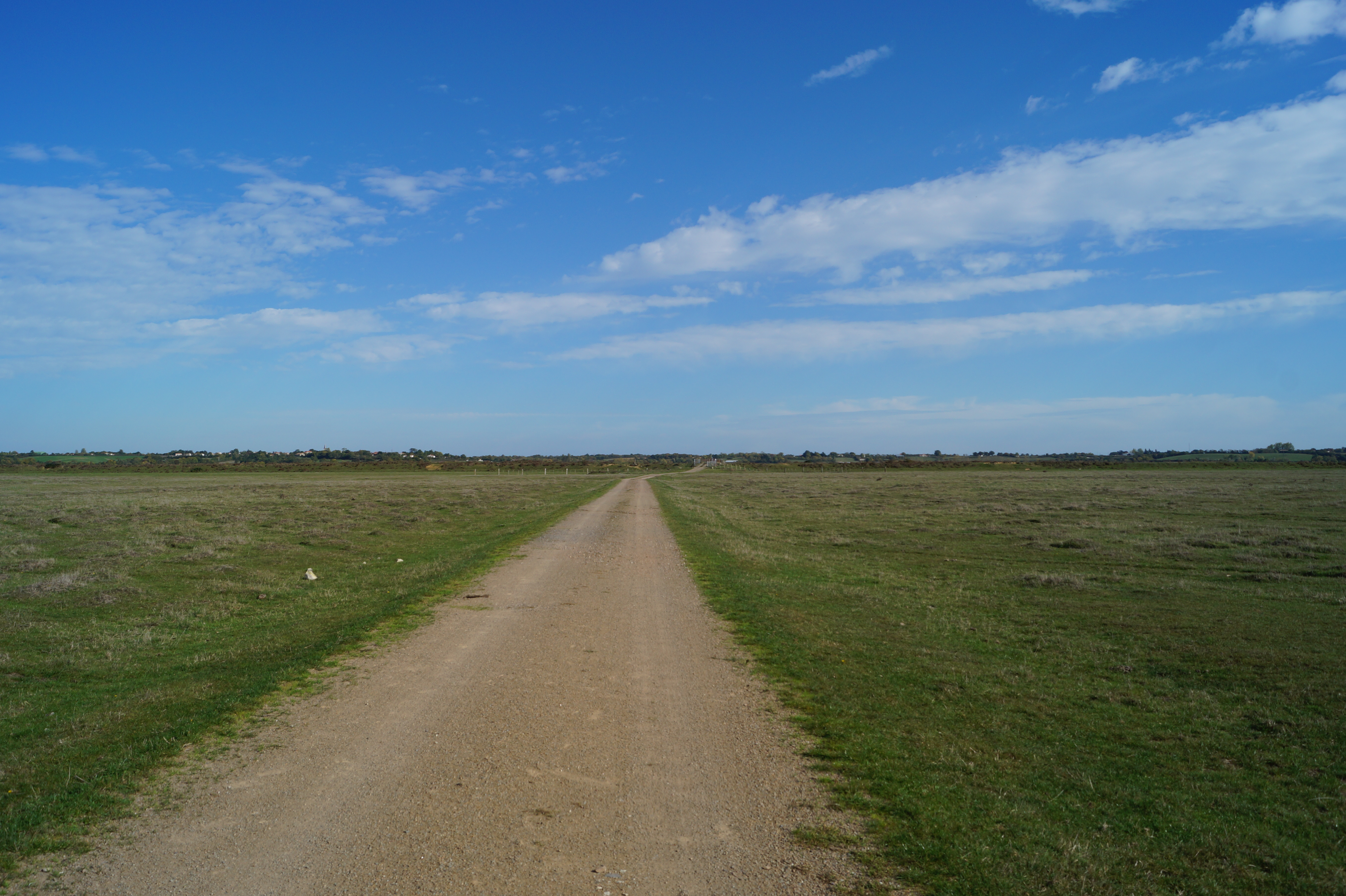
Le chemin menant à la passerelle.
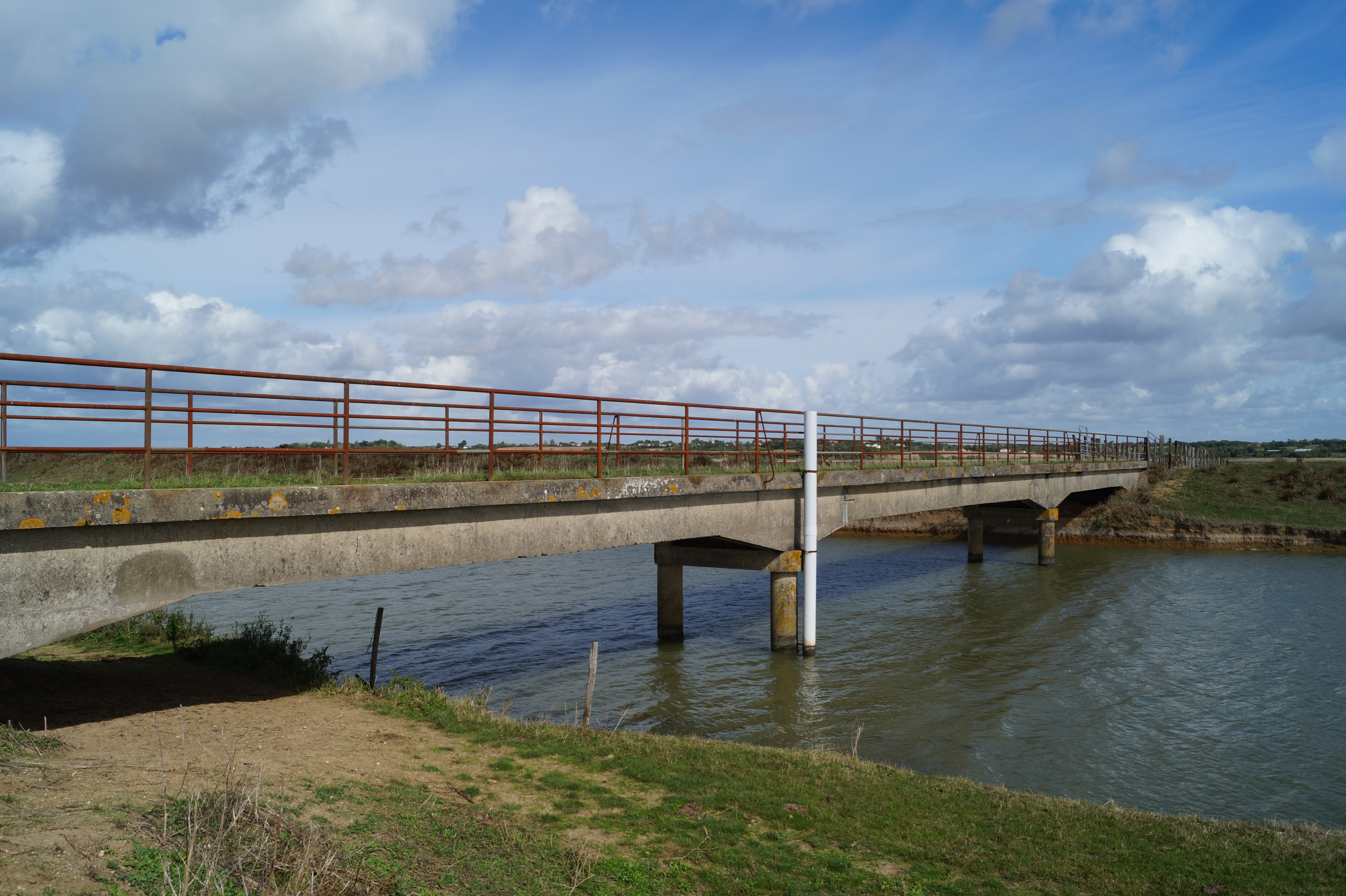
Le pont Désiré, passerelle reliant les deux parties du communal.

### Note
1. ↑  Le parc naturel régional du Marais poitevin, du Val de Sèvre et de la Vendée est mis en place le 3 janvier 1979[12]. Après la perte du label en 1996[12], le « syndicat mixte du parc interrégional du Marais poitevin » est constitué le 10 janvier 1997 à Coulon[13]. Par décret du 20 mai 2014, le parc naturel régional est reconstitué[14].